# Empogona aulacosperma
Empogona aulacosperma är en måreväxtart som först beskrevs av Elmar Robbrecht, och fick sitt nu gällande namn av James Tosh och Elmar Robbrecht. Empogona aulacosperma ingår i släktet Empogona och familjen måreväxter. Inga underarter finns listade i Catalogue of Life.